# Aiguebelette-le-Lac
Aiguebelette-le-Lac [ɛɡbəlɛt lə lak] ist ein Dorf und eine Gemeinde mit 247 Einwohnern (Stand: 1. Januar 2022) im französischen Département Savoie in der Region Auvergne-Rhône-Alpes. Die Gemeinde gehört zum Kanton Le Pont-de-Beauvoisin im Arrondissement Chambéry und ist Mitglied im Gemeindeverband Le Lac d’Aiguebelette. Die Einwohner werden Gabellans oder Aiguebelletois genannt.

## Geographie
Aiguebelette-le-Lac liegt etwa acht Kilometer westsüdwestlich von Chambéry am Lac d’Aiguebelette. Nachbargemeinden von Aiguebelette-le-Lac sind Nances im Norden, Saint-Sulpice im Nordosten, Vimines im Osten, Lépin-le-Lac im Süden und Südwesten, Saint-Alban-de-Montbel im Westen sowie Novalaise im Nordwesten.

## Bevölkerungsentwicklung
| Jahr                       | 1962 | 1968 | 1975 | 1982 | 1990 | 1999 | 2006 | 2013 |
| -------------------------- | ---- | ---- | ---- | ---- | ---- | ---- | ---- | ---- |
| Einwohner                  | 122  | 122  | 138  | 149  | 170  | 191  | 220  | 251  |
| Quellen: Cassini und INSEE |      |      |      |      |      |      |      |      |

## Geschichte
Die vermutlich schon 12. Jahrhundert erbaute Burg wurde erstmals zu Beginn des 14. Jahrhunderts von Guigues VIII., Dauphin von Viennois, zerstört. Um 1305 wieder aufgebaut, erhielt Geoffroy de Clermont, Herr von Clermont en Viennois, sie als Lehen vom Grafen Amadeus V. von Savoyen. Das Haus Clermont behielt die Herrschaft bis 1454, als Gabriel de Clermont, der sich auf die Seite Frankreichs schlug, enteignet wurde und der spätere Ludwig XI. die Burg erneut zerstörte.
Im 16. Jahrhundert wiederaufgebaut, war sie gemeinsames Eigentum der Familien Chabod-Lescheraine und Rivoire, Herren von Romagnieu. Im Jahr 1624 wurde die Herrschaft für von René Favre de la Valbonne (1583–1656) zur Baronie erhoben. Er war ein Sohn des Rechtsgelehrten und Senators Antoine Favre. Die Familie Favre verkaufte die Baronie 1744 an den Senator Pierre François. Heute existieren nur noch geringe Überreste der Ringmauer mit Fundamenten der Ecktürme.

## Sehenswürdigkeiten
- Kirche Saint-André

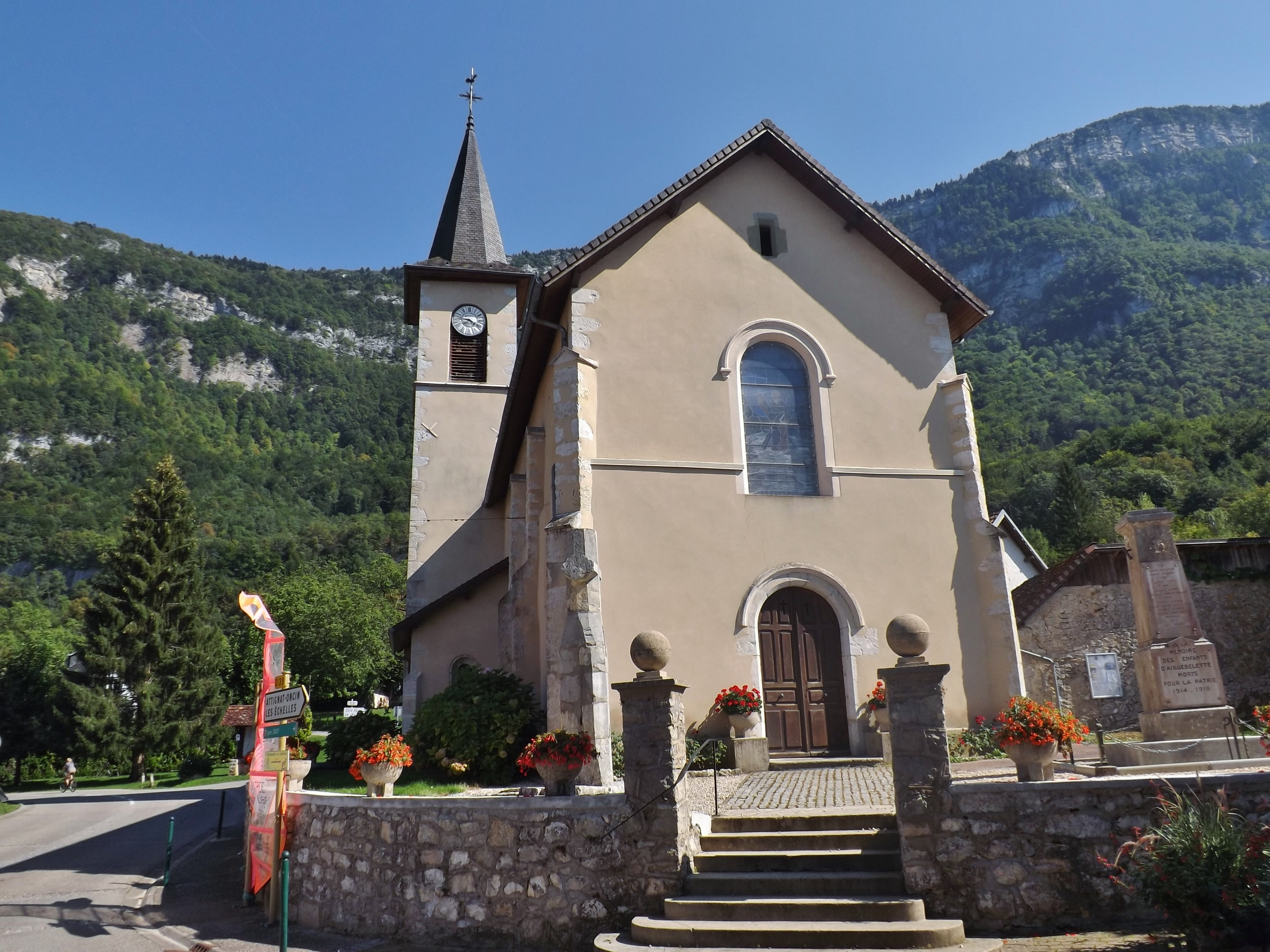
Kirche Saint-André

- Schloss Aiguebelette, Anfang des 14. Jahrhunderts erbaut
- Reste der mittelalterlichen Burg

## Trivia
1997 und 2015 fanden hier die Ruder-Weltmeisterschaften statt.